# Cécile Thiombiano
 (janvier 2021).
 (janvier 2021).
Cécile Wendnonga Thiombiano / Yougbaré naît le 21 octobre 1977 à  Bergerville en Côte d'Ivoire. Activiste pour les droits des femmes, elle est Juriste-Analyste des politiques de Populations et Santé, spécialiste sur les questions de droits en santé sexuelle et reproductive, du genre, des Droits de l'homme. Elle est également spécialiste en coopération internationale et aide humanitaire. Manager de projets, elle fait du plaidoyer tant en contexte de développement que de crise humanitaire.  
Elle a été la secrétaire générale de l’Association des Juristes du Burkina Faso jusqu'en 2021.

## Biographie
En tant que juriste, Cécile Thiombiano s'intéresse particulièrement aux questions droit-éthique et santé. Elle a obtenu un Master 2 professionnel en « Populations et Santé » de l’Institut Supérieur en Sciences de la population, ainsi qu'un DIU en « Prise en charge globale en Afrique Subsaharienne des personnes vivant avec le VIH (PVVIH) ». 
Elle est également spécialiste en « Droits et Santé Sexuelle et Reproductive » et en genre et droits humains. Elle est formatrice en « Santé Sexuelle et Reproductive » (SSR) et Droits Humains à l’« Institut Africain de la Santé Publique » (IASP). Cécile Thiombiano est aussi « Formatrice Nationale OMS-Burkina sur les Violences Basées sur le Genre (VBG) ». Elle a travaillé 15 ans dans la coordination de projets et programmes ainsi que le plaidoyer, tant en contexte de développement que de crise humanitaire. 
Cécile Thiombiano est depuis décembre 2021 est Coordinatrice Plaidoyer DSSR pour l’Afrique à Médecins du monde  France.  Elle a par exemple travaillé avec eux autour de la question du planning familial et des grossesses non désirées,, dans son pays.
Sur le plan de l’engagement associatif et social, Cécile Thiombiano est une activiste pour les Droits des femmes. Elle soutient les victimes d'abus sexuels et lutte globalement contre les violences faites aux femmes. Elle a été Secrétaire Générale de l’Association des Femmes Juristes du Burkina Faso pendant plusieurs années. Elle  lutte également contre le mariage d'enfants ,.
En 2018, elle a été nommée « Femme Leader Francophone en Santé Mondiale » par l'organisation Women in Global Health (en). 
En 2019, Cécile Thiombiano a été faite Chevalier de l’Ordre du Mérite de la Santé et de l’Action Sociale Reconnaissance par le Ministère de la Femme du Burkina Faso. 
Elle est également Conseillère Juridique pays (Burkina Faso) du réseau des Femmes de l’Afrique Francophone pour le Suivi des Objectifs de Développement Durable (ODD). 
Depuis décembre 2020, elle est désignée comme Conseillère Afrique Francophone du fonds « Urgent Action Fund Africa ». Elle a en 2021 intervenu à l'ONU sur l'impact de la crise sécuritaire au Burkina sur les femmes. 

## Publications
- Juin 2009 : 17e Conférence Région Afrique de l’Union Internationale contre la tuberculose et les maladies respiratoires ; « L’impact de l’implication des autorités sanitaires dans la réorganisation du volet communautaire de prévention de la TB », Ouagadougou ;
- Novembre 2010 : 42e Conférence mondiale de l’Union Internationale contre la tuberculose et les maladies respiratoires[11] : « La mutualisation des ressources, une alternative à la rareté des financements dédiés à la riposte aux pathologies : Exemple d’une intervention TB/VIH dans la région du centre ouest au Burkina Faso », Berlin ;
- Mars 2012 : 6e conférence francophone sur le VIH SIDA. Abstract présenté : « La suppression du soutien alimentaire aux patients TB et co-infectés TB/VIH dans le financement du volet communautaire Fonds Mondial round 8 Tuberculose au Burkina Faso : découragement et inobservance au traitement par les patients », Genève ;
- Octobre-Novembre 2013 : 44e conférence mondiale de l’UNION : « Pour des espaces de vie sans tuberculose, stratégies et résultats d’un partenariat entre agents de santé et associations du réseau BURCASO », Paris ;
- Mai 2016 : « Les perceptions des Burkinabés sur le cadre juridique de l’avortement » ; Mémoire de Master ISSP/UO.